# Bronsfärgad hundtandslilja
Bronsfärgad hundtandslilja (Erythronium americanum) är en art i familjen liljeväxter. De är knölväxter med marmorerade blad. Kalkbladen är uppåtriktade medan ståndare och pistiller pekar nedåt. Rotknölen är giftig och ger våldsamma kräkningar. 